# Йохан Галтунг
Йохан Галтунг (норвежки Johan Galtung) е един от създателите на съвременните изследвания на мира.

## Биография
Йохан Галтунг е роден на 24 ноември 1930 г. в Осло, Норвегия. И двамата му родители са лекари.
Женен е 2 пъти. Има 2 сина Харалд и Андреас от съпругата си Ингрид Айде. Втората му съпруга е японката Фумико Нишимура, от която има 2 деца – Фредерик и Ирене (и двете имена означават „мир“ съответно на норвежки и гръцки).

## Научна кариера и приноси
С образование и в природоматематическите, и в социалните науки, неговият принос в науката обхваща дисциплини като социология, психология, икономика, културология, международни отношения и изследвания на мира.
Първата си докторантура защитава по математика, а втората – по социология в Университета в Осло. През зимата на 1954 – 1955 г. прекарва 6 месеца в затвора заради отказ да служи в норвежката армия. През 1957 – 1960 г. преподава математическа социология в Колумбийския университет, Ню Йорк, след което основава първата катедра по изследвания на мира в Университета в Осло. Галтунг е създател на Международния институт за изследвания на мира (РКЮ) в Осло през 1959 г.
Галтунг създава списанието Journal of Реасе Research през 1964 г. Автор е на повече от 80 книги и над 1000 академични статии, между които:
- „Теория и методи на социалните изследвания“ (1967),
- „Трудове по изследване на мира“ (6 тома, 1975 – 1988),
- „Трудове по методология“ (3 тома, 1977 – 1988),
- „Истински светове: транснационален поглед“ (1986),
- „Друго разбиране за правата на човека“ (1994),
- „Изберете мира“ (1995),
- „Мир с мирни средства: мир и конфликт, развитие и цивилизация“ (1996).

Професор е по изследвания на мира (Реасе Studies) в 5 университета – Американския във Вашингтон, САЩ и Витен/Хердеке, Германия, Европейския университет за мир и университетите в Тромсьо, Норвегия и „Рицумейкан“ в Киото, Япония.

## Признание и награди
Йохан Галтунг е носител на редица високи награди, между които:
- „Right Livelihood“ (наричана „Алтернативна Нобелова награда“, 1987),
- Норвежката награда за хуманизъм (1988),
- Наградата за образование на възрастни „Сократ“ (1990),
- Международната награда за разпространение на ценностите на учението на Махатма Ганди „Баджадж“ (1993),
- Международната награда „Ало'а“.

Почетен доктор е на 6 университета – Тампере (Финландия, 1975) – по изследвания на мира; Клуж (Румъния, 1976) – по изследване на бъдещето; Упсала (Швеция, 1987) – по социални науки; Сока, Токио (1990) – по мир и будизъм; Оснабрюк (Германия, 1995) – по изследвания на мира; Торино (Италия, 1998) – по социология на правото, както и почетен професор в 4 университета – Аликанте, Испания, 1981; Свободния университет, Берлин, 1984 – 1993; Съчуанския университет, Ченду, Китай, 1986 и на университета Виттен/Хердеке, Виттен, Германия, 1993 г.

## Теория

### Концепция за насилието
Проф. Йохан Галтунг е създател на следната концепция за насилието, която заема основно място в неговото разбиране на мира и разрешаването на конфликтите: „насилието е нещо непреодолимо, което препятства човешката самореализация“. Човешката самореализация, на свой ред, се разбира като задоволяване на човешките потребности. Галтунг (1968, 1975, 1988, 1996) съставя списък, включващ широк спектър от физиологични, екологични, социални и духовни потребности, които са жизненоважни за човека. По такъв начин концепцията на Йохан Галтунг разширява разбирането далеч отвъд прякото физическо въоръжено насилие, което дотогава изчерпва проблема. Подходът на Галтунг е ориентиран към жертвата на насилието, а не към актьора/дееца, който желае и провежда акта на насилие. В много случаи, както ще видим, не е възможно свързването на насилието с конкретен и идентифицируем деец, нещо повече, понякога се оказва невъзможно да се определи началният момент на възникване на даден конфликт. Следователно, вниманието на Галтунг е съсредоточено върху ефекта и последиците от насилието, върху страдащите човешки същества, лишени от възможност да удовлетворят своите жизнени потребности.
Четири типа насилие
Галтунг идентифицира четири типа насилие в съвременния свят:
1. класическо насилие, т.е. преднамерено нанасяне на вреди, включващо не само войните и различните други типове въоръжени конфликти, за което стана дума по-горе, но също мъченията, „нехуманните или унизителни“ наказания, разнообразните заплахи за човешкия живот и престъпността;
2. мизерията, разглеждана като лишаване от елементарни материални потребности: храна, подслон, топлина, дрехи;
3. репресиите, означаващи липса на свобода на избор;
4. отчуждение (алиенация), т.е. лишаване от нематериални потребности за реализиране на човешките взаимоотношения с обществото, другите и себе си, което в крайна сметка води до загуба на идентичността (обезличаване).

Пряко и структурно насилие
В тази своя типология Галтунг разграничава прякото и структурното насилие, при което прякото се отнася до първия от посочените по-горе типове, а структурното обхваща останалите три типа. Докато прякото насилие се причинява от нанасящи вреди действия на идентифицируеми дейци срещу определени лица или групи, то структурното се разглежда като произтичащо от определени характеристики на социалната структура, при което обикновено е невъзможно идентифицирането на конкретен причинител и на началния момент на възникване. Въпреки това, структурното насилие притежава всички други отличителни белези на насилието изобщо, тъй като – да използваме терминологията на Йохан Галтунг – то препятства задоволяването на човешките потребности. То е неизбежно в този смисъл, че за преодоляването му трябва да се внесат съществени изменения в социалната структура, водещи до премахване на вредните последици.
Тази дихотомия на типовете насилие е развита по-нататък от други учени, разграничаващи прякото насилие – бързото убиване по време на война – и непрякото: „бавно и невидимо убийство чрез бедност, глад, болести, регресия и екоцид“. (Кил, 1984:181)
Едно от най-големите постижения на Йохан Галтунг е неговият успех в намирането на взаимовръзката между различните видове насилие, идентифицирани от него. Добре известен е афоризмът „насилието поражда насилие“. Приносът на Галтунг е в това, че успява да внесе в него конкретен смисъл. По отношение на „прякото“ насилие той показва как в крайна сметка могат да бъдат проследени структурните му прояви и по-специално, връзката му със структурното насилие във формата на отчуждение. В тази връзка той разграничава два типа социални структури: (а) единият, наречен от него „алфа“, или пирамидален, се олицетворява от съвременните индустриализирани общества с типичните за тях бюрократични лабиринти, хладнокръвни корпорации и огромни анонимни институции – общества, които действат „от разстояние“, косвено, без пряко да ангажират своите членове; (б) другият тип Галтунг нарича „бета“, хоризонтални структури, като ги оприличава на колело. Те действат много по-непосредствено, обхващайки своите членове (като в екстремални случаи дори ги „задушават“ в прегръдката си) – семейства, род, клан, приятелски кръгове, малки традиционни села и общини. В някаква степен всички общества представляват смесица и на двата типа, но интересът на Галтунг е насочен специално към някои комбинации и най-вече към съвременните, богати, промишлено развити общества, където „алфа“ елементът е силен, а „бета“ е слаб (по-подробно вж. Galtung, 1979).
Една от последиците от тази комбинация – и тъкмо в това се състои взаимовръзката между структурното и прякото насилие – се проявява като нарастване на прякото насилие. То може да се изрази като насилие срещу личността или насилие срещу организации/институции, включително държави („терористично“ насилие). И в двата случая тезата на Галтунг се състои в това, че този вид насилие се проявява на повърхността най-вече в „договорен“ тип, за разлика от основаващите се на кръвна връзка, приятелство, интерес и т.н. Договорният тип „алфа“ структури се характеризират с големи размери, централизация, аморалност, вертикални отношения, анонимност и засилено отчуждение. Както Галтунг се изразява картинно, „разстоянието“ при „алфа“ структурите не означава само дистанцията „между пилота на бомбардировача В-52 и виетнамския селянин, измерена във футове, а и дистанцията между младия гангстер („мутра“) и шофьора на такси, измерена в единици анонимност“ (Galtung, 1988: 413, стр. 7). Обратно, по-малките, силно споени „бета“ структури от „семеен“ тип извличат полза от моралната обвързаност и особено от непосредствените чувства като емпатия, вина, срам, които служат като защита срещу прякото насилие.

#### Концепция за мира
Кулминацията на широката концепция за насилието на Галтунг е също така широката му концепция за мира. Мирът не се свежда просто до отсъствие на война, тъй като войната, както от гледна точка на историкоописателния, така и на социологическия подход, е само част от насилието в съвременния свят. И ако възприемем типологията на Галтунг за насилието, би трябвало да отидем много по-далеч и да идентифицираме мира с отсъствието не само на пряко, но и на структурно насилие.
По такъв начин Галтунг прави разграничение между негативния мир, т.е. отсъствието на широкомащабно пряко или „класическо“ насилие, и позитивния мир, т.е. отсъствието не само на пряко насилие, но и на мизерия плюс репресия плюс отчуждение. Това, което Галтунг разбира под негативен мир, се покрива с класическото разбиране за мира, което той разглежда като статично: отсъствие на пряко, структурно и културно насилие (Galtung, 1996: 9). Според Галтунг обаче това е в основата си елитистко разбиране, тъй като, докато всички членове на обществото страдат повече или по-малко еднакво от последиците от преките въоръжени конфликти, то елитите най-общо страдат от последиците от структурното насилие в много по-малка степен, отколкото неелитите. По неговите собствени думи, „да се нарича мир състоянието на обществото, раздирано от мизерия, репресии и отчуждение ... е извращение на концепцията за мира“. (Galtung, 1988: 274). Съответно, динамичното и по-всеобхватно определение за мира на Галтунг гласи: „състояние на нещата, което прави възможно ненасилственото и творческо боравене с конфликта“. (Galtung, 1996: 9) Съгласно това разбиране концепцията за мира се превръща от чисто абстрактно-теоретическо упражнение в целеполагаща концепция, инструмент, спомагащ за предотвратяване страданията на хората изобщо, а не просто политическо състояние, при което агресивните субекти са удържани да не вредят.